# آي تربل إي 802.11

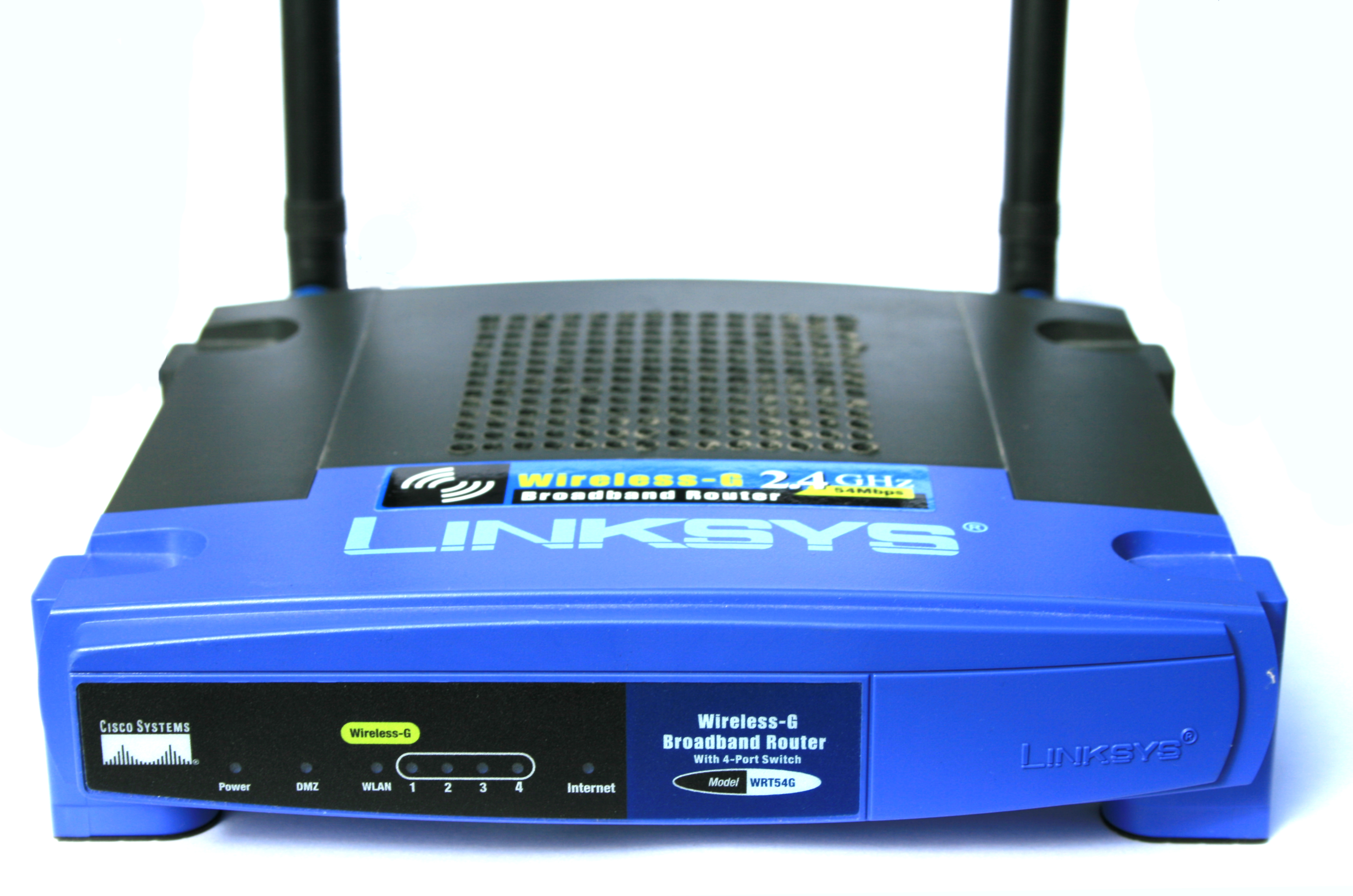

آي تربل إي 802.11 أو مجموعة عمل الشبكات المحلية اللاسلكية (بالإنجليزية: IEEE 802.11)‏ هي مجموعة عمل تابعة للجنة مواصفات الشبكات المحلية والمتوسطة في معهد مهندسي الكهرباء والإلكترونيات والمعروفة اختصاراً بالرمز (IEEE 802)، إن الهدف الأساسي من عمل هذه المجموعة هو وضع المواصفات والمعايير الخاصة بطبقة التحكم بالوصول للوسط (MAC) والطبقة الفيزيائية (PHY) لتنفيذ الشبكات المحلية اللاسلكية (WLAN). أطلقت النسخة الأساسية من هذه المواصفات عام 1997، حيث تم إجراء بعد التعديلات عليها لاحقا. حيث زودت هذه النسخة بتعديلاتها الأسس التي تقوم عليها المنتجات التي تستخدم تقنية «واي-فاي\WI-FI». كما يتم إبطال أي تعديل بشكل رسمي عندما لا يتوافق مع أحدث نسخة من المواصفات، حيث يفضل عالم الشركات هذه التعديلات لأنها تساهم في إظهار إمكانيات منتجاتها، مما أدى إلى جعل هذه التعديلات مقياس بحد ذاتها في الأسواق.

## الوصف العام
وتتكون عائلة 802.11 من سلسلة الإرسال مزدوج الاتجاه عبر الهواء تقنيات تعديل تستخدم نفس البروتوكول الأساسي. 802.11-1997 أول معيار للشبكات اللاسلكية، ولكن 802.11b كان أول المعايير قبولا وأكثرهم يليه 802.11a و 802.11g و802.11n و802.11ac. والمعايير الأخرى في الاسرة (جيم إلى واو وحاء وياء) هي تعديلات للخدمة والتي تستخدم لتحسين المعايير الحالية، التي قد تشمل أيضا تصويب مواصفات سابقة.
802.11b و802.11g استخدم 2.4 جيجاهيرتز في حزمة الموجات الطبية والصناعية، العاملة في الولايات المتحدة في اطار الملحق الـ 15 من قواعد وتشريعات لجنة الاتصالات الفدرالية الأمريكية. بسبب هذا الاختيار من نطاق التردد 802.11b و g فإن الأجهزة ربما احيانا تعانى تدخل من موجات افران الميكروويف، تليفونات لاسلكية واجهزة البلوتوث. 802.11b و802.11g تتحكم بهذه التداخلات باستخدام طرق إرسال الإشارات على التولي منها «التسلسل المباشر (DSSS)» و «التردد المتعامد (OFDM)». يستخدم المعيار 802.11a حزمة التردد 5 جيجاهرتز U-NII والذي يوفر لأغلب المناطق في العالم ما لا يقل عن 23 قناة من القنوات غير المتداخلة على النقيض من حزمة التردد ISM 2.4 جيجاهيرتز والتي توفر فقط ثلاث من القنوات غير متداخلة، مع إمكانية تداخل بعض القنوات المجاورة، شاهد -قائمة قنوات الـ WLAN-. يصبح مستوى الأداء أفضل أو أسوء في القنوات عالية أو منخفضة التردد اعتمادا على البيئة. حيث يستخدم 802.11n حزم التردد 2.4 غيغا هرتز أو 5 جيجا هرتز; بينما 802.11ac تستخدم فقط حزمة 5 جيجاهيرتز.
اما الجزءالمتعلق بترددات الراديو المستخدمة من قبل 802.11 يتفاوت بين البلدان. حيث في الولايات المتحدة، أجهزة 802.11a و 802.11g قد تعمل بدون ترخيص، كما هو مسموح به في الجزء 15 من قواعد لجنة الاتصالات الفيدرالية. الترددات التي تستخدمها القنوات واحد إلى ستة من 802.11b و 802.11g تدخل في نطاق تردد 2.4 غيغاهرتز الخاص بما يعرف بـ «راديو الهواة». قد يستخدم المشغلين الرسميين أجهزة 802.11b/g بموجب الجزء 97 من قواعد وتشريعات لجنة الاتصالات الفيدرالية، مما يتيح زيادة إنتاج الطاقة وليس المحتوى التجاري أو التشفير.

## التسلسل الزمني
تكنولوجيا 802.11 تعود بالاصل إلى عام 1985 باشراف لجنة الاتصالات الفدرالية الأمريكية، التي اصدرت حزمة الموجات الطبية والصناعية للاستعمالات غير المرخصة.
في عام 1991 شركة السجل النقدي الوطني (مختبرات شركة نوكيا في الوقت الحالي) اوجدت الاساس المتعلق ب 802.11 في نيواخاين، هولندا.
المخترعين في البداية اعدوا لاستخدام هذه التكنولوجيا في انظمة المحاسبة. اولى المنتجات اللاسلكية انزلت
إلى السوق تحت مسمى
waveLAN.
مع معدل بيانات الخام ما بين 1,2 ميغابت. فيك هايز الذي كان يترأس مُنَظَّمَةُ المهندسِينَ الكهربائيين والإلكترونيين المُحْتَرِفِينَ العامِلينَ في تطويرِ معاييرِ البَرْمَجِيَّاتِ والعَتَادِ لمدة 10 سنوات وكان يلقب (ملك الواي فاي) المسؤول عن التصميم الابتدائي ل802.11 أ، 802.11ب مع IEEE
في 1999 شكل تحالف الواي فاي كرابطة التجارة لمتابعة العلامة التجارية الخاصة بالواي فاي للمنتجات الأكثر مبيعا.

## أحزمة الترددات المستخدمة
اتصال البيانات يتم إما في حزمة 2.4 جيجاهرتز أو 5 جيجاهرتز. 2.4 جيجاهرتز هي حزمة للاستخدام العام. موجات المايكرويف والبلوتوث هما مثالان لموجات الراديو الموجودة في هذه الحزمة. توجد ثلاث قنوات قابلة للاستعمال هناك، أي أن العدد الأقصى للشبكات في نفس المنطقة هو 3. يمكن لحزمة 5 جيجاهرتز حل مثل هذه المشاكل، ولكنها أيضاً تمتلك مشاكلها الخاصة.

## البروتوكول

### 802.11-1997 (802.11)
المقال الرئيسي (الوضع القديم) IEEE 802.11
النسخة الاصليه من المعيار IEEE 802.11 ظهرت في عام 1997 وتم توضيحها في عام 1999 ولكن الآن عفا عليها الزمن. قام هذا المعيار بتحديد اثنين من معدلات البت الصافي من 1 أو 2 ميغابت في الثانية (ميغابت/ثانيه) بالاضافه إلى رمزتصحيح الخطأ.قام أيضا بتحديد ثلاث بدائل لتكنولوجيا الطبقة الفيزيائيه: الانتشار ويعمل بالاشعه تحت الحمراء في 1 ميغابت/ثانيه؛ التردد المتنقل وانتشار الطيف ويعمل في 1 ميغابت/ثانية أو 2 ميغابت/ثانية؛ والتسلسل المباشر لانتشار الطيف ويعمل في 1 ميغابت/ثانية أو 2 ميغابت/ثانية. اخر اثنتين من تكنولوجيا الراديو استخدمت انتقال الموجات عبر الصناعة العلميه الطبيه بتردد 2.4 غيغا هرتز. بعض تقنيات الشبكات اللاسلكية السابقة تستخدم ترددات أقل، مثل الفرقة الأمريكية 900 ميغاهرتز. ISM
النسخة 802.11 مع السلسه المباشرة لانتشار الطيف كانت سريعة الانتشار واشتهرت ب 802.11b.

### 802.11a(الشكل الموجي OFDM)
المقال الرئيسي IEEE 802.11a-1999
وصف في الأصل كشرط 17 من مواصفات عام 1999، الشكل الموجي OFDM في 5.8 غيغاهرتز يعرف الآن في البند 18 من مواصفات 2012، وتوفر البروتوكولات التي تسمح بنقل واستقبال البيانات بمعدلات من 1.5 إلى 54 ميغابت/ثانية. قد شهد التنفيذ في جميع أنحاء العالم على نطاق واسع، لا سيما ضمن مساحة عمل الشركات. في حين أن التعديل الأصلي لم يعد صالحاً، مصطلح 802.11a يزال يستخدم بنقطة الوصول اللاسلكية (بطاقات وأجهزة التوجيه) مصنعين لوصف إمكانية التشغيل المتداخل لنظمها في5 غيغاهرتز، 54 ميغابت/ث.
معايير 802.11a تستخدم نفس البروتوكول لطبقة نقل البيانات وتنسيق الإطار كالمعيار الأصلي، ولكن أساس OFDM واجهة الهواء (الطبقة الفيزيائية). وهو يعمل في نطاق 5 غيغاهرتز مع أقصى معدل بيانات صافي 54 ميغابت/ثانية، بالإضافة إلى رمز تصحيح الخطأ، التي تعطي إنتاجية يمكن تحقيقها بسرعة نقل في منتصف 20 ميغابت/س.
حيث يتم استخدام الفرقة 2.4بشدة إلى النقطة التي أصبحت مزدحمة، استخدام الفرقة 5 غيغاهرتز غير المستخدمة نسبيا يعطي 802.11a ميزة كبيرة. غير أن هذا التردد الناقل العالي يجلب أيضا عيب: النطاق الشامل الفعال من 802.11a أقل من 802.11 b/g من الناحية النظرية، إشارات802.11a يمكن استيعابها بسهولة أكبر من الجدران والأجسام الصلبة الأخرى في طريقها بسبب طولها الموجي الأصغر، ونتيجة لذلك لا يمكنها اختراق قدر الإمكان الذي يخترقه 802.11b في الممارسة العملية، 802.11b عادة يمتلك نطاق أعلى عند سرعات منخفضة (802.11b يخفض السرعة إلى 5.5 ميغابت/ثانية أو حتى 1 ميغابت/ثانية في الإشارات منخفضة القوة). 802.11a يعاني أيضا من التدخل، ولكن محلياً قد يكون هناك إشارات أقل للتدخل، مما أدى إلى تدخل أقل وإنتاجية أفضل.

### 802.11b
المقال الرئيسي IEEE 802.11b-1999
معايير 802.11b تمتلك الحد أقصى لبيانات خام 11 ميغابت/ثانية، ويستخدم نفس الأسلوب المحدد للوصول إلى الوسائط في المعيار الأصلي. منتجا 802.11b ظهرت في السوق في أوائل عام 2000، حيث ان 802.11b امتداد مباشر لتقنية التعديل المحدد في المعيار الأصلي. أدت الزيادة الهائلة في إنتاجية) 802.11b مقارنة بالمعيار الأصلي) جنبا إلى جنب وبالتزامن مع التخفيض الكبير للاسعار إلى القبول السريع ل 802.11b كتكنولوجيا الشبكة المحلية اللاسلكية.
الأجهزة التي استخدمت تجربة التداخل802.11b من المنتجات الأخرى العاملة في نطاق 2.4 غيغاهيرتز. تتضمن الأجهزة العاملة في نطاق 2.4 GHz أفران الميكروويف وأجهزة Bluetooth وأجهزة مراقبة الأطفال، والهواتف اللاسلكية وبعض معدات راديو الهواة.

### 802.11g
المقال الرئيسي IEEE 802.11g-2003
في حزيران/يونيه 2003، تم التصديق على معيار التعديل الثالث: 802.11g وهذا يعمل في الفرقة 2.4 GHz (مثل802.11b), ولكن يستخدم نفس نظام الإرسال OFDM على أساس أنها، 802.11a وهو يعمل كحد أقصى بمعدل بت في الطبقة الفيزيائيه لكل 54 ميغابت/ثانية باستثناء رموز تصحيح الخطأ، أو بمتوسط إنتاجية حوالي 22 ميغابت/ثانية. أجهزة 802.11g متوافقة تماما مع الاصدارات السابقه من اجهزة 802.11b، وذلك شغل مع القضايا القديمة التي تقلل من سرعة نقل ~ 21% بالمقارنة مع802.11a [بحاجة لمصدر]

### 802.11-2007
وفي عام 2003، فريق العمل TGma إذن ب "roll up" العديد من التعديلات لإصدار عام 1999 لمعيير النسخة 802.11ma . ريفما أو 802.11ma، كما كان يسمى، إنشأ مستند واحد يدمج 8 تعديلات (802.11a ، b، d، e، g، h، i، j) مع المعيار الأساسي. عند الموافقة على 8 مارس 2007، تمت إعادة تسمية 802.11 REVma إلى القاعدة القياسية الاساسيهIEEE 802.11-2007 

### 802.11n
المقال الرئيسي IEEE 802.11n-2009
802.11 n هو تعديل يحسن بناء معايير 802.11 السابقة بإضافة مدخلات متعددة ومخرجات متعددة 802.11n . (MIMO) يعمل على 2.4 GHz وفرق 5 غيغاهرتز. يقوم بتقديم الدعم للفرق 5 غيغاهرتز بشكل اختياري. وهو يعمل بمعدل بيانات صافي كحد أقصى من 54 ميغابت/ثانية إلى 600 ميغابت/ثانية وقد وافقت IEEE على التعديل، وقد صدر في تشرين الأول/أكتوبر 2009. قبل التصديق النهائي، تم ترحيل المؤسسات الفعلي إلى شبكات 802.11n استناداً إلى " Wi-Fi Alliance's " لإصدار الشهادات للمنتجات المطابقة لمشروع 2007 802.11n المقترح.

### 802.11-2012
وفي عام 2007، فريق العمل TGma إذن ب "roll up" العديد من التعديلات لإصدار عام 2007 لمعيير النسخة 802.11. ريفما أو802.11ma ، كما كان يسمى، إنشأ مستند واحد يدمج 10 تعديلات (802.11k ، r، y، n، w، p، z، v,u,s) مع المعيار الأساسي 2007 . وبالإضافة إلى ذلك تم تنظيف الكثير. بما في ذلك إعادة ترتيب العديد من البنود على المنشور في 29
مارس 2012، المعيار الجديد وكان يشير إلى IEEE 802.11-2012

### 802.11ac
المقال الرئيسي IEEE 802.11ac
IEEE 802.11ac-2013 التعديل الذي يستند إلى IEEE 802.11، نشرت في كانون الأول/ديسمبر عام 2013، والذي بني على اساس. 802.11n التغييرات مقارنة بمعيار802.11n تشمل قنوات أوسع (80 أو 160 ميغاهرتز مقابل 40 ميغاهرتز) في الفرقة 5 غيغاهرتز، وأكثر التيارات المكانيه (ما يصل إلى ثمانية مقابل أربعة)، تعديل رتب أعلى (ما يصل إلى 256 QAM مقابل (64 QAMوإضافة المستخدمين المتعددين (MIMO). اعتبارا من تشرين الأول/أكتوبر 2013، دعم تطبيقات القنوات الراقيه وثلاثة تيارات مكانية QAM 256، مما أسفر عن معدل بيانات يصل إلى 433.3 ميغابت/ثانية لكل تيار مكانية، 1300 ميغابت/ثانية مجموع، في قنوات 80 ميغاهرتز في نطاق 5 غيغاهرتز 80 ميغاهيرتز. البائعين قد أعلنوا عن خطط للإفراج عن ما يسمى بأجهزة «بالموجة 2» مع الدعم لقنوات 160 ميغاهيرتز وأربعة تيارات مكانية MU-MIMO في 2014 و 2015 .

### 802.11ad
المقال الرئيسي IEEE 802.11ad
IEEE 802.11ad هو تعديلاً يحدد طبقة فيزيائيه جديدة لشبكات ال 802.11 التي تعمل في60 غيغاهرتز من طيف الموجه المليمتريه. هذا التردد يمتلك خصائص الانتشارالتي تختلف اختلافاً كبيرا بين النطاقات 2.4 جيجاهرتز و 5 جيجاهرتز التي تعمل فيها شبكات. Wi-fi منتجات تنفيذ المعيار802.11ad يتم جلبهن إلى السوق تحت اسم العلامة التجارية WiGig. ويجري حاليا وضع برنامج إصدار الشهادات التي يتم يتطويرها من قبل التحالف Wi-fi بدلاً من التحالفWiGig [24]. معدل انتقال ذروة 802.11ad هو 7 جيجابت/ث.
TP-Linkأعلن أول جهاز توجيه في العالم 802.11ad في كانون الثاني/يناير2016.

### 802.11af
المقال الرئيسي IEEE 802.11af
IEEE 802.11af، يشار إليها أيضا " White-Fi" و «سوبر Wi-Fi»  ، التعديل وافق في شباط/فبراير عام 2014، والذي سمح بتشغيل الشبكات اللاسلكية في المساحة البيضاء في التلفزيون في طيف التردد القنوات التلفزيونية غير المستخدمة، مع معيار اتخاذ تدابير للحد من التدخل للمستخدمين الاساسيين، مثل التلفزيون التناظري، والتلفزيون الرقمي، وميكروفونات لاسلكية. نقاط الوصول والمحطات تحدد مواقعها باستخدام الأقمار الصناعية بواسطة نظام مثل نظام تحديد المواقع لتحديد المواقع، واستخدام الإنترنت للاستعلام عن قاعدة بيانات تحديد الموقع الجغرافي (GDB) المقدمة من وكالة تنظيمية إقليمية لاكتشاف ما هي قنوات التردد غير متوفرة للاستخدام في وقت وموقف معين. الطبقة الفيزيائية تستخدم OFDM وتستند إلى. 802.11ac فقدان مسار النشر فضلا عن التوهين بمواد مثل الخرسانة والطوب يكون أقل في نطاقات التردد العالي جداً والتردد فوق العالي مما في النطاقات 2.4 و GHz 5، مما يزيد من النطاق الممكن. قنوات التردد هي 6 إلى 8 ميغاهيرتز على نطاق واسع، اعتماداً على المجال التنظيمي. ما يصل إلى أربع قنوات قد تكون محصورة في واحد أو اثنين من الكتل المتجاورة. العملية MIMO ممكنه مع أربعة تيارات المستخدمة ل (STBC) أو تشغيل الوضع متعدد المستخدمين (MU). معدل البيانات الذي يمكن تحقيقه في تيار المكانية هو 26.7 ميغابت/ثانية لقنوات 6 و 7ميغاهرتز، و 35.6 ميغابت/ثانية لقنوات 8 ميغاهرتز.. مع أربعة تيارات المكانية وأربع قنوات محدده، الحد الأقصى من معدل البيانات هو 426.7 ميغابت/ثانية لقنوات 6 و7 ميغاهرتز و 568.9ميغابت/ثانية لقنوات8 ميغاهرتز.

### 802.11ah
المقال الرئيسي IEEE 802.11ah
ويعرف IEEE 802.11ah بنظام الشبكات اللاسلكية يعمل في sub-1غيغاهرتز، مع الموافقة النهائية المقررة في أيلول/سبتمبر عام2016 . ونظرا لخصائص الانتشار المواتية من أطياف التردد المنخفض، يمكن أن توفر 802.11ah نطاق إرسال متطور بالمقارنة مع شبكات Wlan 802.11 التقليدية التي تعمل في النطاقات 2.4 جيجاهرتز و 5 جيجاهرتز. يمكن استخدام 802.11ah لأغراض مختلفة بما في ذلك شبكات استشعار واسعة النطاق وفي نقطة الاتصال ذات النطاق الممتد وشبكات اللاسلكي الخارجيه للتفريغ الخليوي، بينما عرض النطاق الترددي المتوفر ضيقة نسبيا. ويعتزم البروتوكول استهلاك يكون قادر على المنافسة مع الطاقة المنخفضة البلوتوث، في نطاق أوسع من ذلك بكثير.

### 802.11ai
IEEE 802.11ai هو تعديل على المعيار802.11 الذي سيقوم بإضافة طرق جديدة لفترة إعداد أولية أسرع.

### 802.11aj
IEEE 802.11aj هو إعادة ربط 802.11ad للاستخدام في GHz 45 من الاطياف غير المرخصة والمتاحة في بعض مناطق العالم (الصين على وجه التحديد)

### 802.11aq
IEEE 802.11aq هو تعديلاً للمعيار 802.11 الذي يتمكن من اكتشاف الاقتران المسبق للخدمات. وهذا يشمل بعض الآليات في802.11u التي تمكن جهاز من اكتشاف المزيد من الخدمات قيد التشغيل على جهاز، أو المقدمة من الشبكة.

### 802.11ax
المقال الرئيسي IEEE 802.11ax
IEEE 802.11ax هو خليفة 802.11ac ، وسيزيد من كفاءة شبكات WLAN حاليا في التنمية، هذا المشروع يهدف إلى توفير 4 × الإنتاجية من 802.11ac .

### 802.11ay
المقال الرئيسي IEEE 802.11ay
IEEE 802.11ay هو معيار يجري تطويره. هؤ تعديلا يحدد طبقة فيزيائيه جديدة لشبكات802.11 لتعمل في 60 غيغاهرتز من الطيف الموجي الملليمتري. وسوف يكون امتداداً ل 11adالموجود، تهدف إلى التوسيع في الإنتاجية، والنطاق وحالات الاستخدام. وتشمل حالات الاستخدام الرئيسية-: العمليات الداخليه، العمليات الخارجيه والاتصالاتذات المدى القصير. معدل انتقال ذروة 802.11ay يساوي 20 جيجابت/ث. الامتداد الرئيسي يتضمن: قناة الربط (2و 3 و4), MIMOوأعلى مخططات التعديل.

### 802.11-2016
IEEE 802.11-2016هو مراجعة تستند إلى IEEE 802.11-2012، عن طريق إدخال 5 تعديلات (11af ، 11aa , 11ad ,11ac،11ae (وبالإضافة إلى ذلك، تم تعزيز وظائف MACو PHY القائمة وتم إزالة ميزات عفا عليها الزمن أو وضع علامة للإزالة. وكانت بعض الشروط والمرفقات بعد إعادة ترقيمها.

## سوء الفهم المشترك حول الإنتاجية القابلة للتحقيق
وعبر جميع الاختلافات في 802.11، تعطى أقصى قدر من النواتج القابلة للتحقيق إما على أساس قياسات في ظروف مثالية أو في معدلات بيانات الطبقة الثانية. ومع ذلك، لا ينطبق هذا على عمليات النشر النموذجية التي يتم فيها نقل البيانات بين نقطتين نهائيتين، واحدة منها على الأقل ترتبط عادة ببنية تحتية سلكية وتكون نقطة النهاية الأخرى متصلة بالبنية التحتية عبر وصلة لاسلكية.
وهذا يعني أن إطارات البيانات تمر عادة بمدى 802.11 (WLAN)، ويجري تحويلها إلى 802.3 (إيثرنيت) أو العكس بالعكس. ونظرا للاختلاف في أطوال الإطار (الرأسية) لهاتين الوسيلتين، يحدد حجم رزمة التطبيق سرعة نقل البيانات. وهذا يعني أن التطبيقات التي تستخدم الرزم الصغيرة (مثل بروتوكول نقل الصوت عبر بروتوكول الإنترنت) تنشئ تدفق بيانات مع حركة مرور علوية عالية (أي إنتاجية منخفضة). ومن العوامل الأخرى التي تساهم في معدل البيانات الإجمالي للتطبيق هي السرعة التي ينقل بها التطبيق الرزم (أي معدل البيانات)، وبالطبع، الطاقة التي تستقبل فيها الإشارة اللاسلكية. يتم تحديد هذا الأخير عن طريق المسافة وقوة الإخراج بين أجهزة الاتصال 
```
.
[
35
]
```

نفس المراجع تنطبق على الرسوم البيانية المرفقة التي تظهر قياسات إنتاجية (UDP). يمثل كل منها متوسط إنتاجية (UDP) (يرجى الملاحظة أن أشرطة الخطأ هناك، ولكن بالكاد تكون مرئية بسبب صغر الاختلاف) من 25 قياس. ولكل منها حجم حزمة محدد (صغير أو كبير) وبمعدل بيانات محدد (10كيلوبت/ثانية- 100ميجابت/ثانية). علامات ملامح حركة المرور من التطبيقات الشائعة التي يتم تضمينها كذلك. وهذه الصور تفترض أنه لا يوجد أخطاء في الرزم، إذا كانت موجودة كانت ستؤدي إلى خفض معدل الإرسال.

## الترددات والقنوات
802.11b, 802.11g, and 802.11n-2.4)) تستخدم الطيف (2.400–2.500 GHz)
نطاقات الراديو الصناعية والعلمية والطبية (ISM band).
802.11a and 802.11n)) تستخدم تنظيم شديد، نطاق (4.915–5.825 GHz) ويشار إلى هذه عادة باسم نطاق ""2.4 GHz and 5 GHz في معظم مبيعات الأدب .
وينقسم كل طيف إلى قنوات ذات تردد مركزي وعرض نطاق، مما يشبه الطريقة التي تنقسم بها نطاقات البث الإذاعي والتلفزيوني.
النطاق 2.4GH ينقسم إلى 14 قناة متباعدة كل قناة تملك نطاق 5MHZ
بداية مع القناة الأولى التي تتمحور حول 2.412GH , القنوات الأخيرة تملك قيود إضافية أو غير متوفرة للاستخدام في بعض المجالات التنظيمية .
وبما أن القناع الافتراضي يحدد فقط قياسات القدرة الخارجية التي تصل إلى + 11 ميجاهيرتز من التردد المركزي بحيث يتم توهينها بمقدار -50 dBr، يفترض في كثير من الأحيان أن طاقة القناة لا تتجاوز هذه الحدود. ومن الأصح القول إنه نظرا للفصل بين القنوات، ينبغي أن تكون الإشارة المتداخلة على أي قناة يجب ان تكون ضعيفة بما فيه الكفاية لتدخل مع المرسل على أي قناة أخرى. وبسبب المشكلة القريبة-البعيدة، يمكن للمرسل أن يؤثر على المستقبل عبر قناة «غير متداخلة»، ولكن فقط إذا كان قريبا من المستقبل المتلقي (بحدود المتر) أو يعمل فوق مستويات القدرة المسموح بها.
وغالبا ما ينشأ الارتباك على كمية الفصل بين القنوات المطلوبة بين أجهزة الإرسا ل. 802.11b يستند إلى التشكيل DSSS واستخدم عرض نطاق قناة قدره 22 ميجاهيرتز، مما أدى إلى حدوث ثلاث قنوات «غير متداخلة» (1 و 6 و 11). 802.11g يستند إلى التشكيل OFDM واستخدم عرض نطاق للقناة يبلغ 20 ميجاهيرتز. وهذا يؤدي أحيانا إلى الاعتقاد بأن هناك أربع قنوات «غير متداخلة» (1 و 5 و 9 و 13) موجودة تحت 802.11g، على الرغم من أن هذا ليس هو الحال وفقا للقاعدة 17.4.6.3 ترقيم للقنوات المشغلة لقناة التشغيل 802.11IEEE Std (2012) التي تنص على أنه «في بنية شبكة خلوية متعددة، يمكن للخلايا المتداخلة و / أو المجاورة باستخدام قنوات مختلفة أن تعمل في وقت واحد دون تداخل إذا كانت المسافة بين الترددات المركزية لا تقل عن 25 ميجاهيرتز».
والقسم 18.3.9.3 والشكل 18-13.
وهذا لا يعني أن التداخل التقني للقنوات يوصي بعدم استعمال القنوات المتداخلة. يمكن أن يكون مقدار التداخل الذي يُرى على الصور باستخدام القنوات 1 و 5 و 9 و 13 فارقا صغيرا جدا من صور ثلاث قنوات، 
وفي الورقة المعنونة «تأثير التداخل في القناة المجاورة في الشبكات المحلية اللاسلكية 802.11IEEE WLAN» بواسطة فيليغاس، يظهر ذلك أيضا.
وعلى الرغم من أن العبارة القائلة بأن القنوات 1 و 5 و 9 و 13 هي «غير متداخلة» فهي تقتصر على المباعدة أو كثافة المنتج، فإن للمفهوم بعض المزايا في ظروف محدودة. ويجب إيلاء عناية خاصة لتخزين خلايا AP بشكل كاف، حيث أن التداخل بين القنوات قد يتسبب في تدهور غير مقبول لجودة الإشارة والإنتاجية .
وإذا توفرت معدات أكثر تقدما مثل المحللات الافتراضية، يمكن استعمال القنوات المتداخلة في ظروف معينة. وبهذه الطريقة، تتوفر المزيد من القنوات.

### النطاقات التنظيمية والامتثال القانوني
يستخدم IEEE عبارة (Regdomain) للإشارة إلى منطقة تنظيمية قانونية. وتحدد بلدان مختلفة، مستويات مختلفة من قدرة المرسل المسموح بها، والوقت الذي يمكن فيه تشغيل قناة، وقنوات مختلفة متاحة.
 يتم تحديد رموز المجال للولايات المتحدة وكندا و ETSI(أوروبا) واسبانيا وفرنسا واليابان والصين
معظم الأجهزة المعتمدة في واي-في الافتراضية لها (Regdomain) 0، وهذا يعنى على الاقل اعدادات القاسم المشترك، أي أن الجهاز لن يقوم بالإرسال اعلى من المستوى المسموح به في أي دولة، كما أنه لن يستخدم ترددات غير مسموح بها في أي دولة.
وغالبا ما يكون من الصعب أو من المستحيل تغيير إعداد (Regdomain) بحيث لا يتعارض المستخدمون النهائيون مع الوكالات التنظيمية المحلية مثل لجنة الاتصالات الاتحادية في الولايات المتحدة.

## الطبقة 2 - داتاغرامز
تسمى داتاغرامز الإطارات . وتحدد المعايير الحالية 802.11 أنواع الإطار المستخدمة في إرسال البيانات، فضلا عن إدارة الوصلات اللاسلكية والتحكم فيها .
وتنقسم الإطارات إلى أقسام محددة جدا وموحدة . ويتكون كل إطار من رأس الماك، وحمولة، وتسلسل فحص الإطار . قد لا يكون لبعض الإطارات حمولة .
ويشكل أول اثنين بايت لرأس الماك مجال التحكم في الإطار الذي يحدد شكل ووظيفة الإطار . هذا مجال التحكم في الإطار ينقسم إلى المجالات الفرعية التالية:
-	بروتوكول الإصدار: اثنان بت يمثلوا إصدار البروتوكول . يستخدم حاليا بروتوكول الإصدار صفر . القيم الأخرى محجوزة للاستخدام في المستقبل .
-	النوع: اثنان بت يحددوا نوع إطار الشبكة المحلية اللاسلكية . التحكم، البيانات، والإدارة هي أنواع مختلفة من الإطارات المحددة في منظمة المهندسين الإلكترونيين والكهربائيين 802.11.
-	النوع الفرعي: أربع بت توفر تمييزا إضافيا بين الإطارات . يتم استخدام النوع والنوع الفرعي معا لتحديد الإطار الدقيق .
ToDS and FromDS- : كل واحد بت في الحجم . وهي تشير إلى ما إذا كان إطار البيانات يرتكز على نظام توزيع . وتحدد أطر التحكم والإدارة هذه القيم إلى الصفر . جميع إطارات البيانات سوف يكون واحد من هذه بت تعيين . ومع ذلك، فإن الاتصال داخل شبكة مجموعة الخدمة الأساسية المستقلة يقوم دائما بتعيين هذه البت إلى الصفر.
-	المزيد من الأجزاء: يتم تعيين المزيد من أجزاء البتات عند تقسيم الحزمة إلى إطارات متعددة للإرسال . وسيكون لكل إطار باستثناء الإطار الأخير من الرزمة مجموعة البتات هذه .
-	إعادة المحاولة: في بعض الأحيان تتطلب الإطارات إعادة الإرسال، ولهذا هناك بت إعادة المحاولة التي يتم تعيينها على واحد عند إعادة توجيه الإطار . هذا يساعد في القضاء على إطارات مكررة .
-	إدارة الطاقة : يشير هذا البت إلى حالة إدارة الطاقة للمرسل بعد الانتهاء من تبادل الإطار . نقاط الوصول مطلوبة لإدارة الاتصال، ولن يتم تعيين بت توفير الطاقة أبدا .
-	المزيد من البيانات : يتم استخدام المزيد من البيانات بتخزين الإطارات المستلمة في نظام موزع . تستخدم نقطة الوصول هذا البت لتسهيل المحطات في وضع توفير الطاقة . وهو يشير إلى وجود إطار واحد على الأقل، ويتناول جميع المحطات المتصلة .
-	الإطار المحمي : يتم تعيين بت الإطار المحمي على واحد إذا تم تشفير جسم الإطار بواسطة آلية حماية مثل الخصوصية المكافئة السلكية (ويب)، والوصول المحمي إلى واي فاي، أو واي فاي المحمية الوصول 2 .
-	طلب : يتم تعيين هذا الشيء فقط عندما «الترتيب الصارم» يتم استخدام طريقة التسليم . لا يتم إرسال الإطارات والأجزاء دائما من حيث أنها تسبب عقوبة أداء الإرسال .
يتم حجز اثنان بايت التاليين لحقل معرف المدة . يمكن أن يأخذ هذا الحقل أحد الأشكال الثلاثة : المدة، فترة التنافس، ومعرف الجمعيات .
يمكن أن يحتوي إطار 802.11 على ما يصل إلى أربعة حقول عناوين . يمكن لكل حقل تحمل عنوان ماك . العنوان 1 هو المستقبل، العنوان 2 هو المرسل، العنوان 3 يستخدم لأغراض التصفية بواسطة المستقبل .
الحقول المتبقية للرأس هي:
-	مجال التحكم المتسلسل هو قسم اثنين بايت المستخدمة لتحديد ترتيب الرسالة وكذلك القضاء على إطارات مكررة . وتستخدم أول أربع بت لرقم التجزئة، وال 12 بت الأخيرة هي رقم التتابع .
-	جودة اثنان بايت اختياري من مجال مراقبة الخدمة الذي تمت إضافته مع 802.11 e.
ويتفاوت حجم الحمولة أو مجال هيكل الإطار من 0 إلى 2304 بايت بالإضافة إلى أي تكاليف إضافية من التغليف الأمني، ويحتوي على معلومات من الطبقات العليا .
تسلسل فحص الإطار هو آخر أربع بايت في إطار 802.11 القياسي . غالبا ما يشار إليها على أنها التحقق من التكرار الدوري، فإنه يسمح للتحقق من سلامة الإطارات المستردة . كما إطارات على وشك أن يتم إرسالها، يتم احتساب تسلسل فحص الإطار وإلحاقه . وعندما تستقبل محطة الإطار، يمكنها حساب تسلسل فحص الإطار من الإطار ومقارنتها مع الإطار المستلم . وإذا تطابقت، يفترض أن الإطار لم يشوه أثناء الإرسال .

### إطارات الإدارة
وتسمح أطر الإدارة بصيانة الاتصالات . وتشمل بعض الأنواع الفرعية 802.11 الشائعة :
-	إطار المصادقة : يبدأ مصادقة 802.11 ببطاقة واجهة الشبكة اللاسلكية بإرسال إطار مصادقة إلى نقطة الوصول التي تحتوي على هويتها . ومع مصادقة النظام المفتوح، لا ترسل بطاقة واجهة الشبكة اللاسلكية سوى إطار مصادقة واحد، وتستجيب نقطة النفاذ بإطار مصادقة يشير إلى قبولها أو رفضها . مع مصادقة المفتاح المشترك، بعد إرسال بطاقة واجهة الشبكة اللاسلكية طلب المصادقة الأولى سوف تتلقى إطار المصادقة من نقطة الوصول التي تحتوي على نص التحدي . ترسل بطاقة واجهة الشبكة اللاسلكية إطار مصادقة يحتوي على النسخة المشفرة من نص التحدي إلى نقطة الوصول . نقطة الوصول يضمن تم تشفير النص مع المفتاح الصحيح عن طريق فك تشفير مع المفتاح الخاص بها . وتحدد نتيجة هذه العملية حالة مصادقة بطاقة واجهة الشبكة اللاسلكية .
-	إطار طلب الرابطة : يتم إرساله من محطة تمكن نقطة الوصول من تخصيص الموارد والمزامنة . ويحمل الإطار معلومات عن بطاقة واجهة الشبكة اللاسلكية، بما في ذلك معدلات البيانات المدعومة ومعرف ضبط الخدمة للشبكة التي ترغب المحطة في ربطها بها . إذا تم قبول الطلب، يحتفظ نقطة الوصول بالذاكرة وينشئ معرف ارتباط لبطاقة واجهة الشبكة اللاسلكية .
-	إطار استجابة الرابطة : يتم إرساله من نقطة الوصول إلى محطة تحتوي على قبول أو رفض طلب جمعية . إذا كان قبول، فإن الإطار يحتوي على معلومات مثل معرف الجمعيات ومعدلات البيانات المدعومة .
-	إطار منارة : يتم إرسالها دوريا من نقطة الوصول للإعلان عن وجودها وتوفير معرف ضبط الخدمة، وغيرها من المعلمات لبطاقات واجهة الشبكة اللاسلكية ضمن النطاق .
-	إطار التذوق : مرسل من المحطة التي ترغب في إنهاء الاتصال من محطة أخرى .
-	إطار التفكيك : مرسلة من محطة ترغب في إنهاء الاتصال . انها وسيلة أنيقة للسماح لنقطة الوصول للتخلي عن تخصيص الذاكرة وإزالة بطاقة واجهة الشبكة اللاسلكية من جدول الجمعيات .
-	إطار طلب التحقيق : مرسل من محطة عندما يتطلب معلومات من محطة أخرى .
-	إطار استجابة المجس : مرسل من نقطة وصول تحتوي على معلومات القدرة، ومعدلات البيانات المدعومة، وما إلى ذلك، بعد تلقي إطار طلب التحقيق .
-	إطار طلب إعادة الارتباط : ترسل بطاقة واجهة الشبكة اللاسلكية طلب إعادة الارتباط عندما تسقط من نطاق نقطة الوصول المرتبطة حاليا وتجد نقطة وصول أخرى ذات إشارة أقوى . وتنسق نقطة الوصول الجديدة إعادة توجيه أي معلومات قد تظل موجودة في المخزن المؤقت لنقطة الوصول السابقة .
-	إطار استجابة إعادة الارتباط : يتم إرسالها من نقطة وصول تحتوي على القبول أو الرفض لإطار طلب إعادة الربط لبطاقة واجهة الشبكة اللاسلكية . يتضمن الإطار المعلومات المطلوبة للجمعيات مثل معرف الارتباط ومعدلات البيانات المدعومة .

### عناصر المعلومات
2. من حيث تكنولوجيا المعلومات والاتصالات، عنصر المعلومات هو جزء من أطر الإدارة في بروتوكول شبكة المنطقة المحلية اللاسلكية 802.11 . IEs هي وسيلة الجهاز لنقل المعلومات الوصفية عن نفسها داخل إطارات الإدارة . وعادة ما تكون هناك عدة تجهيزات IEs داخل كل إطار، وكل منها مبني من إشارات تلفزيونية تعرف أساسا بمعايير منظمة مهندسين الالكترونيات والكهرباء 802.11 الأساسية .
وفيما يلي البنية المشتركة لعناصر المعلومات :
← 1 → ← 1 → ← 3 → ← 1-252 →
| النوع | الطول | المعرف الفريد التنظيمي | البيانات |
وفي حين أن المعرف الفريد التنظيمي يستخدم فقط عند الضرورة للبروتوكول المستخدم ، ويحمل حقل البيانات قيم تلف ذات الصلة بتلك التوصية إي.

### إطارات التحكم
وتسهل أطر التحكم في تبادل أطر البيانات بين المحطات . وتشمل بعض إطارات التحكم 802.11 الشائعة :
-	الإقرار : بعد استقبال إطار البيانات ، ترسل محطة الاستقبال إطار الإقرار إلى محطة الإرسال إذا لم يتم العثور على أخطاء . وإذا لم تستقبل محطة الإرسال إطار الإقرار في فترة زمنية محددة سلفا ، تقوم محطة الإرسال بإعادة إرسال الإطار .
- إطار طلب الإرسال : يوفر إطارا طلب الإرسال وواضح للإرسال مخططا اختياري لخفض التصادم لنقاط النفاذ مع المحطات الخفية . ترسل المحطة إطار طلب الإرسال كخطوة أولى في مصافحة اتجاهين مطلوبة قبل إرسال إطارات البيانات .
-	واضح للإرسال : تستجيب المحطة لإطار طلب الإرسال بإطار واضح للإرسال . وهي توفر تخليص المحطة الطالبة لإرسال إطار بيانات . ويوفر واضح للإرسال إدارة التحكم في الاصطدام بإدراج قيمة زمنية يتعين على جميع المحطات الأخرى أن توقف إرسالها أثناء إرسال المحطة الطالبة .

### إطارات البيانات
إطارات البيانات تحمل حزم من صفحات الويب ، والملفات ، وما إلى ذلك داخل الجسم . يبدأ الجسم برأس منظمة مهندسين الالكترونيات والكهرباء 802.2، مع نقطة وصول خدمة الوجهة (DSAP) التي تحدد البروتوكول ؛ ومع ذلك ، إذا كان نقطة وصول خدمة الوجهة هو hex AA، رأس 802.2 يليه رأس بروتوكول الوصول إلى الشبكة الفرعية (SNAP)، مع معرف فريد من الناحية التنظيمية (OUI) وحقول معرف البروتوكول (PID) تحديد البروتوكول . إذا كان OUI كله أصفار، حقل معرف البروتوكول هو قيمة نوع ايثر. تقريبا جميع إطارات البيانات 802.11 تستخدم 802.2 والرؤوس SNAP ، ومعظم استخدام OUI من 00:00:00 وقيمة نوع ايثر.
وعلى غرار التحكم في الازدحام TCP على شبكة الإنترنت ، وفقدان الإطار بنيت في العملية 802.11 . ولتحديد سرعة الإرسال الصحيحة أو مخطط التشكيل والتشفير، قد تختبر خوارزمية التحكم في معدل سرعات مختلفة . ويختلف المعدل الفعلي لفقدان الرزم لنقاط النفاذ اختلافا كبيرا بالنسبة لظروف الوصلة المختلفة . هناك اختلافات في معدل الخسارة التي تعرضت لها نقاط الإنتاج ، بين 10٪ و 80٪، مع 30٪ كمتوسط مشترك . ومن المهم أن تدرك أن طبقة الوصلة ينبغي أن تستعيد هذه الأطر المفقودة . إذا لم يتلقى المرسل إطار إقرار (ACK)، فسيتم استعادته .

## المعايير والتعديلات
ضمن مجموعة عمل [802.11IEEE، 
توجد هناك معايير وتعديلات جمعية IEEE التالية:
IEEE 802.11-1997 : معيار WLAN اصلا هو 1 ميجابت/ثانية و2 ميجابت/ثانية، تردد لاسلكي 2.4 جيجا هرتز الاشعة تحت الحمراء (IR) (1997)، وجميع المدرج ادناه هم التعديلات التي ادخلت على هذا المستوى، باستثناء الممارسات الموصى بها 802.11F و 802.11T.
IEEE 802.11a : 54 ميجابت/ثانية، 5 غيغا هرتز (1999، شحن المنتجات في عام 2001).
IEEE 802.11b : تحسينات 802.11 لدعم 5.5 ميجابت/ثانية و 11 ميجابت/ثانية (1999).
IEEE 802.11c : جسر اجراءات العمليات; في IEEE 802.1D (2001).
IEEE 802.11d : تمديدات التجوال الدولي (من بلد إلى آخر) (2001).
IEEE 802.11e : التحسينات: جودة الخدمة، بما في ذلك انفجار الرزم (2005).
IEEE 802.11F : بروتوكول نقطة الوصول (2003) سحب في شباط / فبراير 2006.
IEEE 802.11g : 54 ميجابت /ثانية، 2.4 غيغاهرتز المعياري (متوافق مع b) (2003).
IEEE 802.11h : الافتراضي المُدار 802.11a (غيغاهيرتز 5) للتوافق الأوروبي (2004).
IEEE 802.11i : تعزيز الأمن (2004).
IEEE 802.11j : ملحقات لليابان (2004).
IEEE 802.11-2007 : إصدار جديد من المعيار الذي يتضمن التعديلات a و b و d و e و g و h و i و j. (تموز / يوليه 2007).
IEEE 802.11k : تحسينات قياس موارد الراديو (2008).
IEEE 802.11n : تحسينات في الإنتاجية أعلى باستخدام MIMO(متعددة المدخلات، هوائيات متعددة المخرجات) (سبتمبر 2009).
IEEE 802.11p : WAVE- الوصول اللاسلكي للبيئة المركبة (مثل سيارات الإسعاف وسيارات الركاب) (يوليو 2010).
IEEE 802.11r : الانتقال السريع BSS للخدمة الإذاعية الساتلية (FT) (2008).
IEEE 802.11s : شبكة الشبكات، مجموعة الخدمات الموسعة ESS (يوليو 2011).
IEEE 802.11T : التنبؤ بالأداء اللاسلكي (WPP) - طرق الاختبار والمقاييس)تم إلغاء التوصية (.
IEEE 802.11u : التحسينات المتعلقة ب «نقاط الاتصال» و «تفويض الجهات الخارجية»، على سبيل المثال، تحميل الشبكة الخلوية (فبراير 2011).
IEEE 802.11v : إدارة الشبكة اللاسلكية (فبراير 2011).
IEEE 802.11w : إطارات الإدارة المحمية (سبتمبر 2009).
IEEE 802.11y : 3650-3700 ميجغاهيرتز عملية في الولايات المتحدة (2008).
IEEE 802.11z : ملحقات لإعداد رابط مباشر (DLS) (سبتمبر 2010).
IEEE 802.11-2012 : إصدار جديد للمعيار الذي يتضمن التعديلات k، n، p، r، s، u، v، w، y، z (مارس 2012).
IEEE 802.11aa : بث قوي من تيارات نقل الفيديو الصوتي (حزيران (يونيو) 2012).
IEEE 802.11ac : [52] تحسينات محتملة أكثر من 802.11n: مخطط تعديل أفضل (المتوقع ~ 10٪ زيادة الإنتاجية)، قنوات أوسع (تقدير في المستقبل من 80 إلى 160 ميجاهرتز)، متعددة المستخدمين MIMO؛ 
(ديسمبر).
IEEE 802.11ad : الإنتاجية عالية جدا 60 غيغاهيرتز (ديسمبر 2012) - انظر WiGig.
IEEE 802.11ae : تحديد أولويات إطارات الإدارة (آذار / مارس 2012).
IEEE 802.11af : TV مسافة بيضاء (فبراير 2014).
IEEE 802.11ai : إعداد الربط الأولي السريع (كانون الأول (ديسمبر) 2016).
IEEE 802.11-2016 : إصدار جديد من المعيار الذي يتضمن التعديلات ae, aa, ad, ac, و af (ديسمبر 2016).

### تحت المعالجة
IEEE 802.11ah : Sub-1 غيغاهيرتز عملية معفاة من الترخيص (على سبيل المثال، شبكة أجهزة الاستشعار، القياس الذكي) (~ مارس 2016).
IEEE 802.11aj : الصين ملليمتر موجة (~ يونيو 2016).
IEEE 802.11ak : روابط عامة (~ مايو 2016).
IEEE 802.11aq : جمعيات سابقة الاكتشاف (~ يوليو 2016).
IEEE 802.11ax : WLAN عالية الكفاءة (~ مايو 2018).
IEEE 802.11ay : تحسينات عالية الإنتاجية في وحول فرقة 60 غيغاهيرتز (~ TBD).
IEEE 802.11az : الجيل التالي لتحديد المواقع (~ TBD).
IEEE 802.11ba : راديو استيقاظ (~ TBD).
802.11F and 802.11T هي الممارسات الموصى بها بدلا من المعايير، ويتم الاستفادة منها على هذا النحو.
802.11m يستخدم للصيانة القياسية. تم استكمال 802.11-2007, 802.11mb for 802.11-2012, and 802.11mc for 802.11-2016. .
TBD : معناها يحدد لاحقاً .

### القياسات والتعديلات
مصطلحات شتى في 802.11 يستخدم لتحديد جوانب الشبكات المحلية اللاسلكية، غير مالوف لدى بعض القراء.
على سبيل المثال وحدة الوقت التي بالعادة يرمز لها TU تستخدم للرمز إلى وحدة زمنية تساوي 1024 ميكروثانية فالعديد من الثوابت الزمنية تعرف بوحدة الوقت لتستخدم بدلا من ميللى.
أيضا مصطلح «البوابة» يستخدم لوصف كيان مماثل 802.1جسر H. البوابة يوفر الوصول إلى الشبكة المحلية اللاسلكية LAN غير-802.11 المحطات.

## شبكات المجتمع
مع انتشار سلك المودم وخط المشتَرك الرقمي (DSL), يوجد سوق متزايد للاشخاص الذين يرغبون في إنشاء شبكات صغيرة في منازلهم على وصلة إنترنت واسعة النطاق..
في كثير من الأحيان، الكثير من نقاط الاتصال المحمولة والشبكات المجانية تسمح لأي شخص داخل النطاق بما في ذلك المارة بالخارج الإتصال بالانترنت.
وهناك أيضا الجهود التي تبذلها جماعات المتطوعين على إنشاء الشبكات المجتمعية اللاسلكية لتوفير اتصال لاسلكى.

## الحماية
في عام 2001
قدمت مجموعة من جامعة كاليفورنيا في بيركلي ورقة تصف نقاط الضعف في آلية الحماية الخاصة بالخصوصية المكافئة السلكية (ويب) 802.11 المحددة في المعيار الأصلي؛ وأعقبت ذلك فلوهرير، مانتين، وشامير ورقة بعنوان «نقاط الضعف في خوارزمية جدولة مفتاح RC4»
بعد وقت ليس ببعيد، أعلن آدم ستوبلفيلد و AT & T علنا التحقق الأول من الهجوم. وفي الهجوم، تمكنوا من اعتراض الإرسالات والوصول غير المصرح به إلى الشبكات اللاسلكية
أنشأت IEEE مجموعة مهام مخصصة لإنشاء حل أمني بديل، 802.11i (تم التعامل مع هذا العمل سابقا كجزء من جهد أوسع 802.11e لتعزيز طبقة تنظيم الدخول للوسط الناقل)
أعلن التحالف واي فاي مواصفات مؤقتة تسمى واي فاي المحمية الوصول (WPA) استنادا إلى مجموعة فرعية من مشروع IEEE 802.11i الحالي، ثم بدأ ظهور هذه المنتجات في منتصف عام 2003.
```
تم التصديق على IEEE 802.11i (المعروف أيضا باسم WPA2) نفسها في يونيو 2004، ويستخدم معيار التشفير المتقدم AES، بدلا من RC4، والذي تم استخدامه في ويب. 
```

التشفير الموصى به الحديث لمساحة المنزل / المستهلك هو WPA2 (AES مشترك مسبقا مفتاح)، ومساحة المؤسسة هو WPA2 جنبا إلى جنب مع خادم مصادقة راديوس (أو نوع آخر من خادم المصادقة) وطريقة مصادقة قوية مثل EAP-TLS
وفي يناير / كانون الثاني 2005، أنشأت IEEE مجموعة مهام أخرى "w" لحماية أطر الإدارة والبث، والتي كانت ترسل سابقا غير مضمونة. تم نشر معيارها في عام 2009.
في كانون أول 2011، تم الكشف عن عيب الأمن الذي يؤثر على بعض أجهزة التوجيه اللاسلكية مع تنفيذ محدد للميزة واي فاي المحمية (WPS) اختياري. في حين أن WPS ليست جزءا من 802.11، الخلل الذي يسمح للمهاجم ضمن نطاق جهاز التوجيه اللاسلكى لاسترداد WPS PIN, وكلمة المرور للموجه 802.11i بعد ساعات قليلة .
في أواخر عام 2014، أعلنت شركة آبل أن نظام التشغيل الذي يعمل بنظام التشغيل iOS 8 سوف يتبارى عناوين تنظيم الدخول للوسط الناقل  خلال مرحلة ما قبل تأسيس الجمعيات لإحباط تتبع الإقبال على البيع بالتجزئة الذي أصبح ممكنا من خلال الإرسال المنتظم لطلبات التحقيق التي يمكن التعرف عليها بشكل فريد

## ملحقات ومعدات 802.11 IEEE غير القياسي
العديد من الشركات تنفذ معدات الشبكات اللاسلكية مع IEEE 802.11 غير القياسي إما عن طريق تنفيذ الملكية أو المسودة، قد تؤدي هذه التغييرات إلى عدم التوافق بين هذه الإضافات.